# Тайфунник довгокрилий
Тайфу́нник довгокрилий (Pterodroma macroptera) — вид буревісникоподібних птахів родини буревісникових (Procellariidae). Мешкає в південній частині Атлантичного та Індійського океанів. Раніше вважався конспецифічним з північним тайфунником.

## Опис

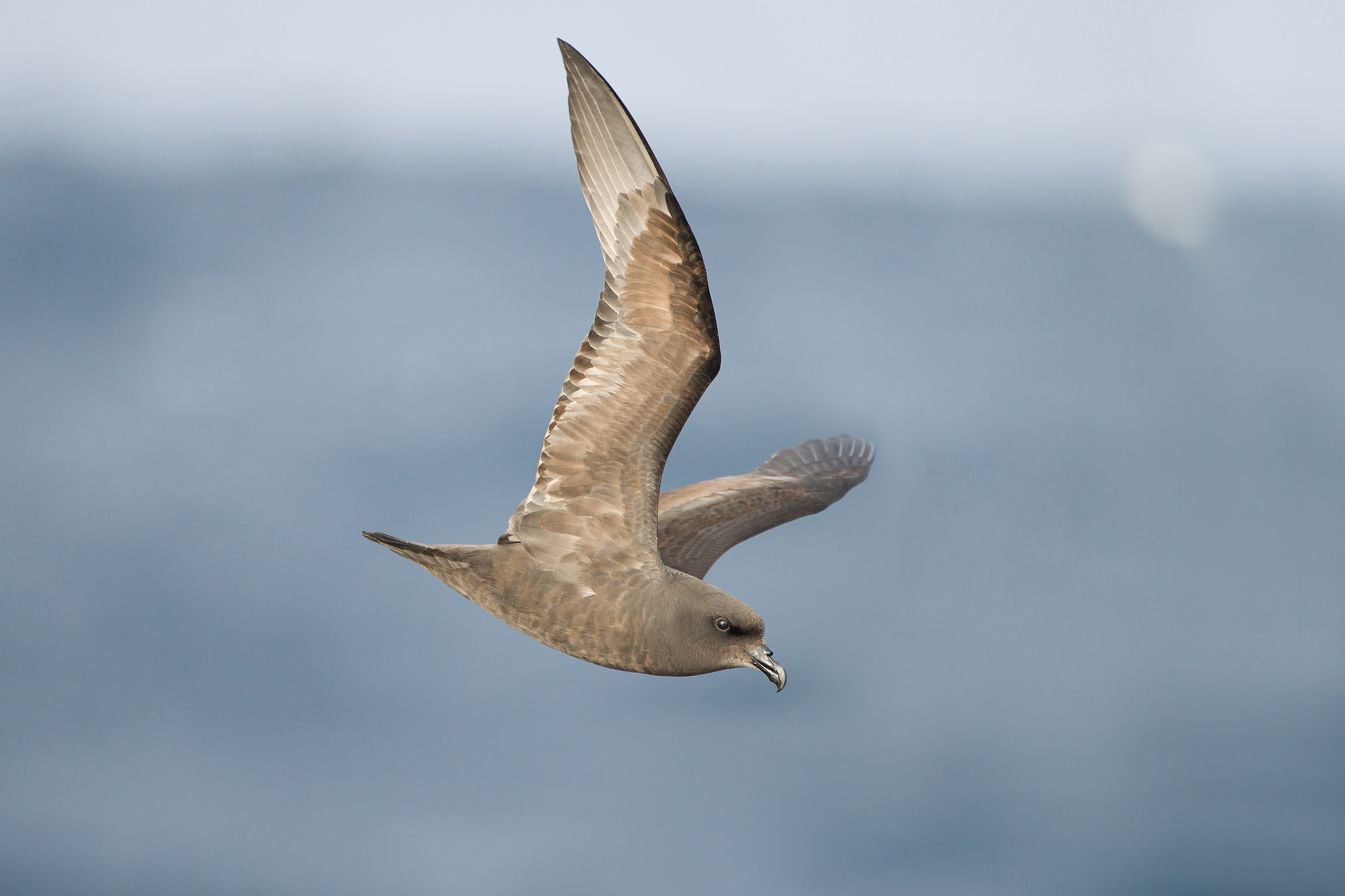
Довгокрилий тайфунник

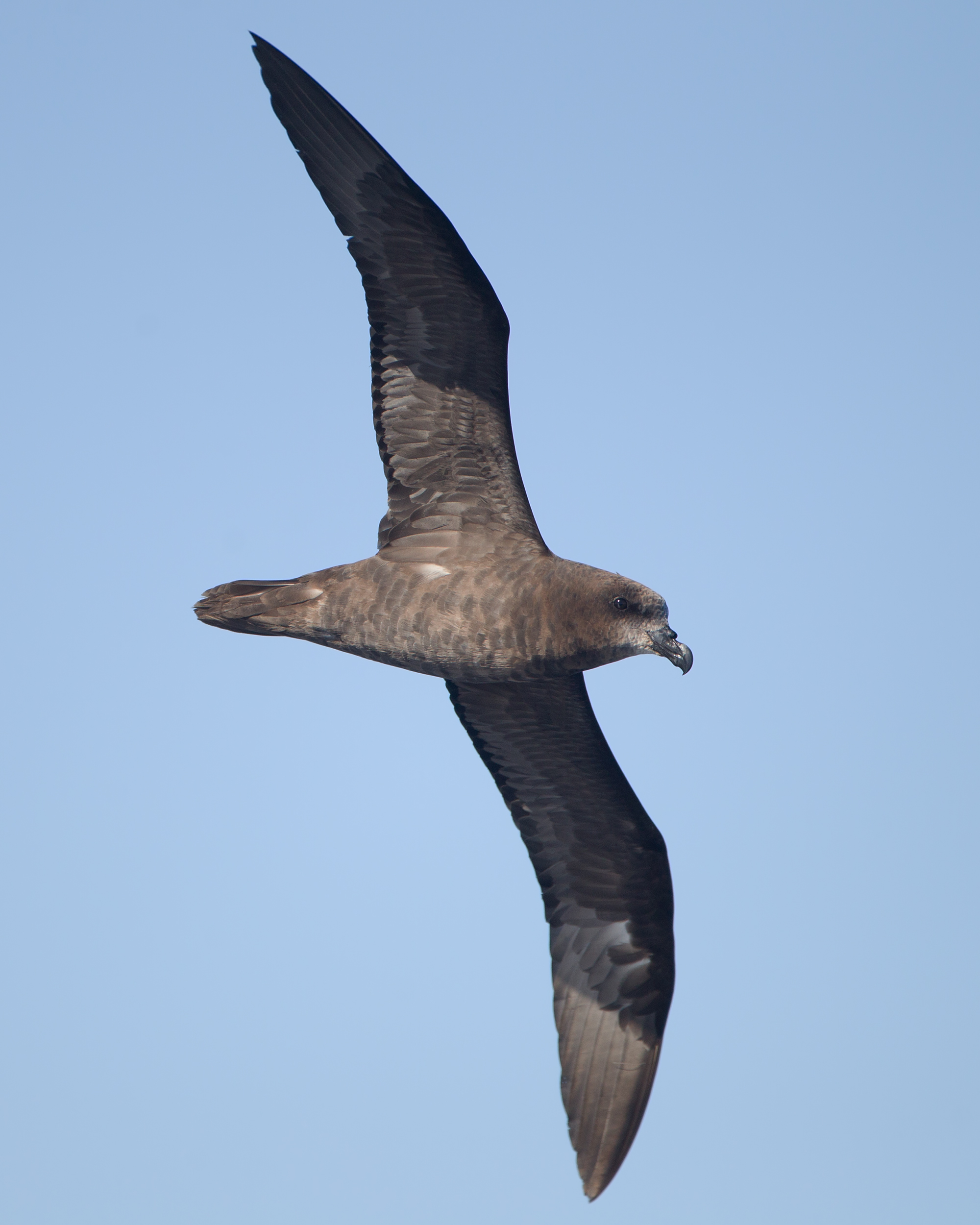
Довгокрилий тайфунник

Довгокрилий тайфунник — великий морський птах, середня довжина якого становить 42-45 см. Забарвлення повністю темно-коричневе, за винятком білуватої плями біля основи товстого, короткого, чорного дзьоба.

## Поширення і екологія
Довгокрилі тайфунники гніздяться в Південній півкулі між 30° і 50° південної широти, утворюють гніздові колонії на островах Тристан-да-Кунья, Гоф, Крозе, Принс-Едуард, Кергелен та на острівцях біля південного узбережжя Австралії. Під час негніздового періоду вони широко зустрічаються в субтропічних частинах Атлантичного та Індійського океанів та в Тасмановому морі Тихого океану, між 25° і 50° південної широти, іноді трапляються в антарктичних широтах.
Довгокрилі тайфунники ведуть пелагічний спосіб життя, живляться переважно кальмарами, меншою мірою рибою і ракоподібними. Вони шукають їжу переважно вночі і можуть виявляти деяких головоногих молюсків за їх люмінісценцією. Іноді птахи слідують за китами і зустрічаються разом з іншими буревісниками. Гніздування відбувається південною зимою, починаючи з квітня. Гніздяться поодинці або невеликими колоніями на океанічних островах, переважно на висоті до 400 м над рівнем моря, на Тристан-да-Куньї на висоті до 1400 м над рівнем моря. Гніздо розміщується в норі або над землею, серед валунів або невисокої рослинності.

## Збереження
МСОП класифікує цей вид як такий, що не потребує особливих заходів зі збереження. За оцінками дослідників, популяція довгокрилих тайфунників становить понад 1,5 мільйони птахів. Їм загрожує хижацтво з боку інтродукованих хижих ссавців, зокрема кішок і щурів.